# Saint-Denis-des-Coudrais
Saint-Denis-des-Coudrais é uma comuna francesa na região administrativa do País do Loire, no departamento de Sarthe. Estende-se por uma área de 7 km². Em 2010 a comuna tinha 115 habitantes (densidade: 16,4 hab./km²).